# Émerson Carvalho da Silva
Émerson Carvalho da Silva (n. 5 ianuarie 1975, Bauru, São Paulo, Brazilia) este un fost fotbalist brazilian.
În 2000, Émerson a jucat 3 de meciuri pentru echipa națională a Braziliei.

## Statistici
| Brazilia | Brazilia | Brazilia |
| An       | Meciuri  | Goluri   |
| -------- | -------- | -------- |
| 2000     | 3        | 0        |
| Total    | 3        | 0        |